# Port lotniczy Bembereke
Port lotniczy Bembereke – port lotniczy zlokalizowany w benińskim mieście Bembèrèkè.